# Kreuzjochspitze (Ötztaler Alpen)
De Kreuzjochspitze is een 2675 m.ü.A. hoge berg in de Ötztaler Alpen in de Oostenrijkse deelstaat Tirol.
De top van de berg ligt in de Geigenkam, een subgroep van de Ötztaler Alpen. De berg grenst aan de zuidzijde van het Tumpental, een zijdal van het Ötztal nabij Tumpen (937 m.ü.A., gemeente Umhausen). De top van de Kreuzjochspitze wordt weinig beklommen. De bergpaden die vanuit het Ötztal langs de Gehsteigalm (1894 m.ü.A.) de bergen invoeren, richting bijvoorbeeld de Erlanger Hütte (2541 m.ü.A.), lopen over de zuidflank van de berg.,